# Medio ambiente en el automovilismo

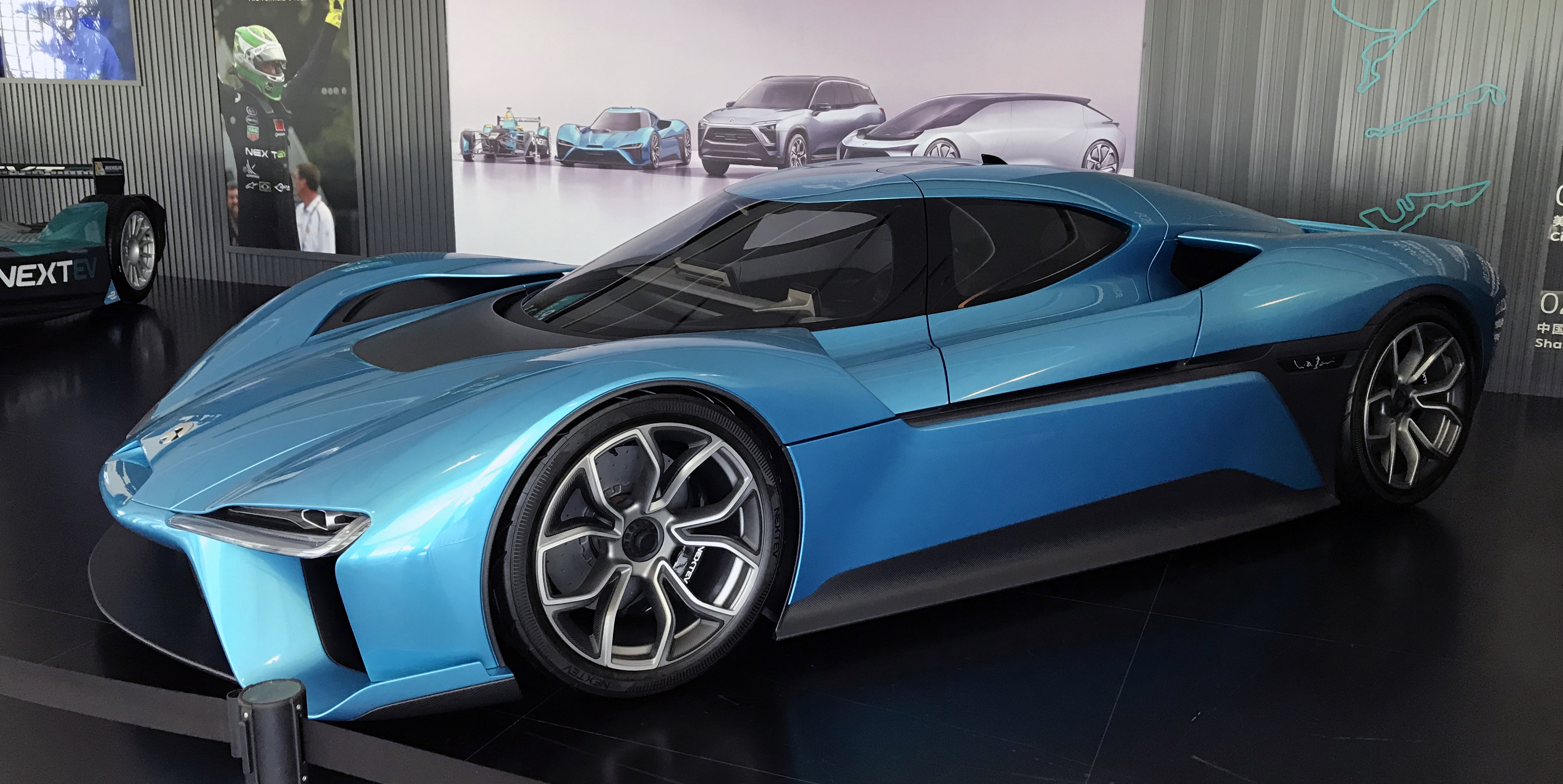
El monoplaza eléctrico NIO EP9 ha marcado varios récords en diferentes circuitos.

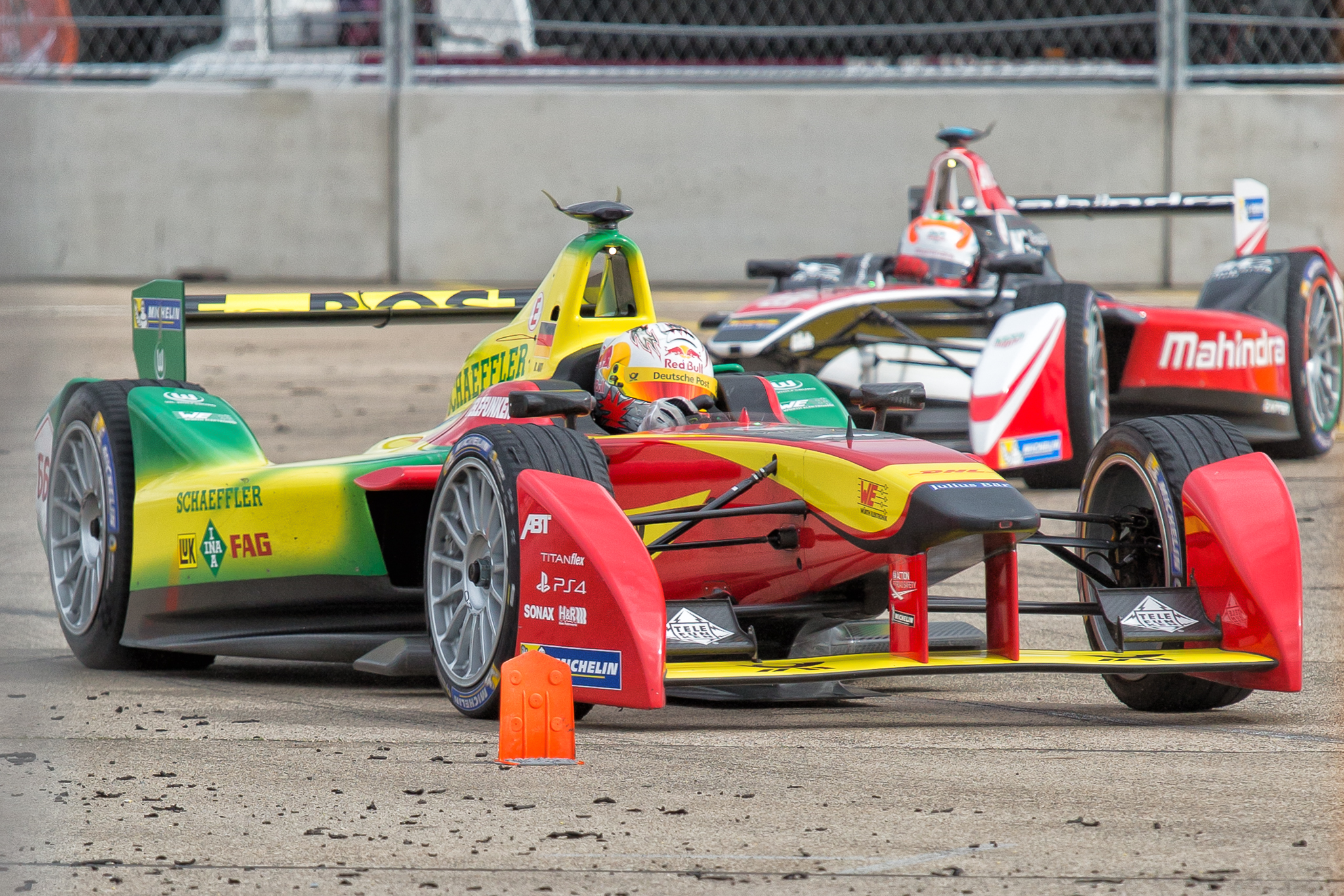
El monoplaza eléctrico Spark-Renault SRT 01E durante una prueba de Fórmula E en 2015

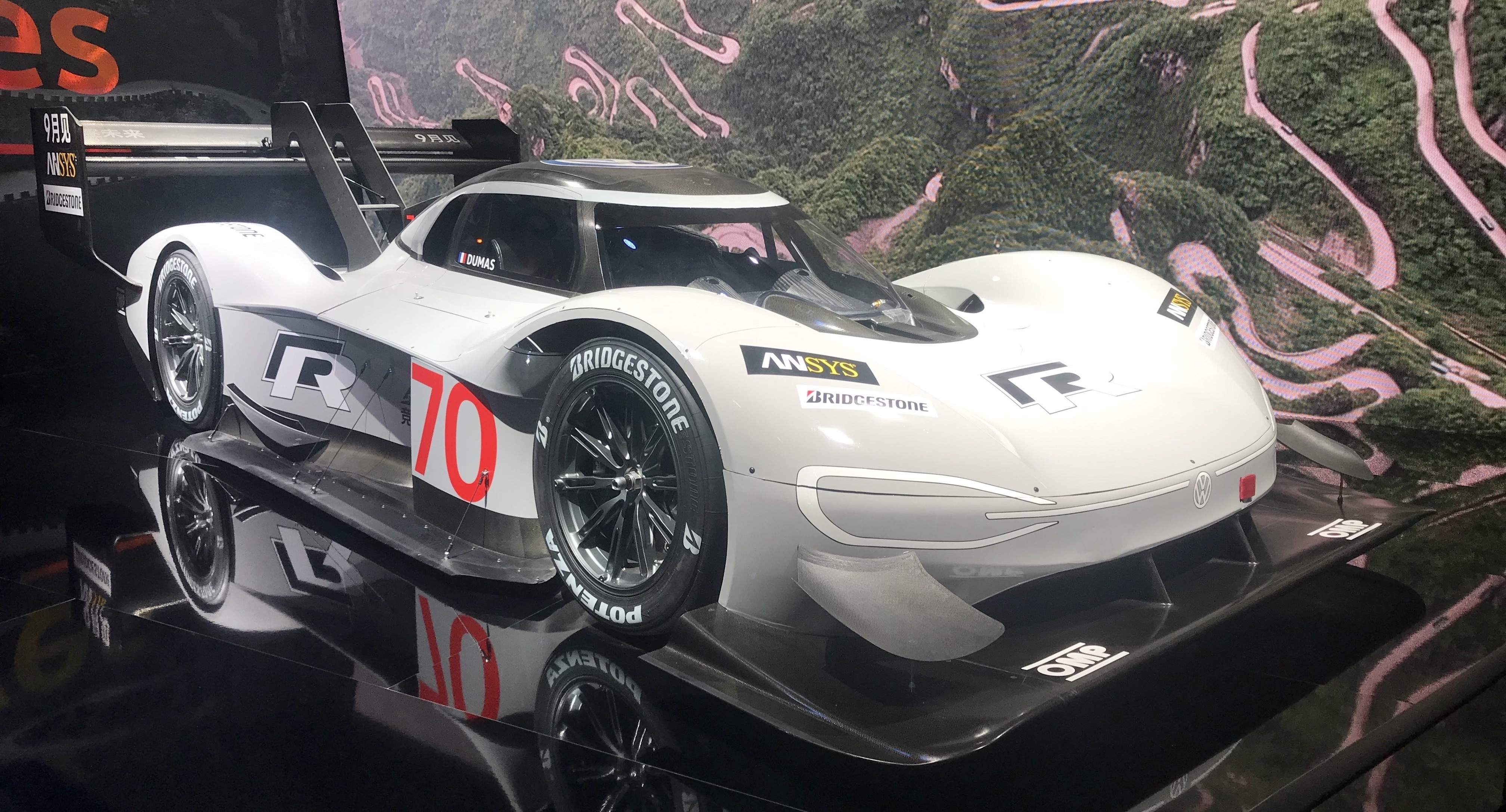
El monoplaza eléctrico Volkswagen I.D. R tiene el récord absoluto de la Carrera de Pikes Peak

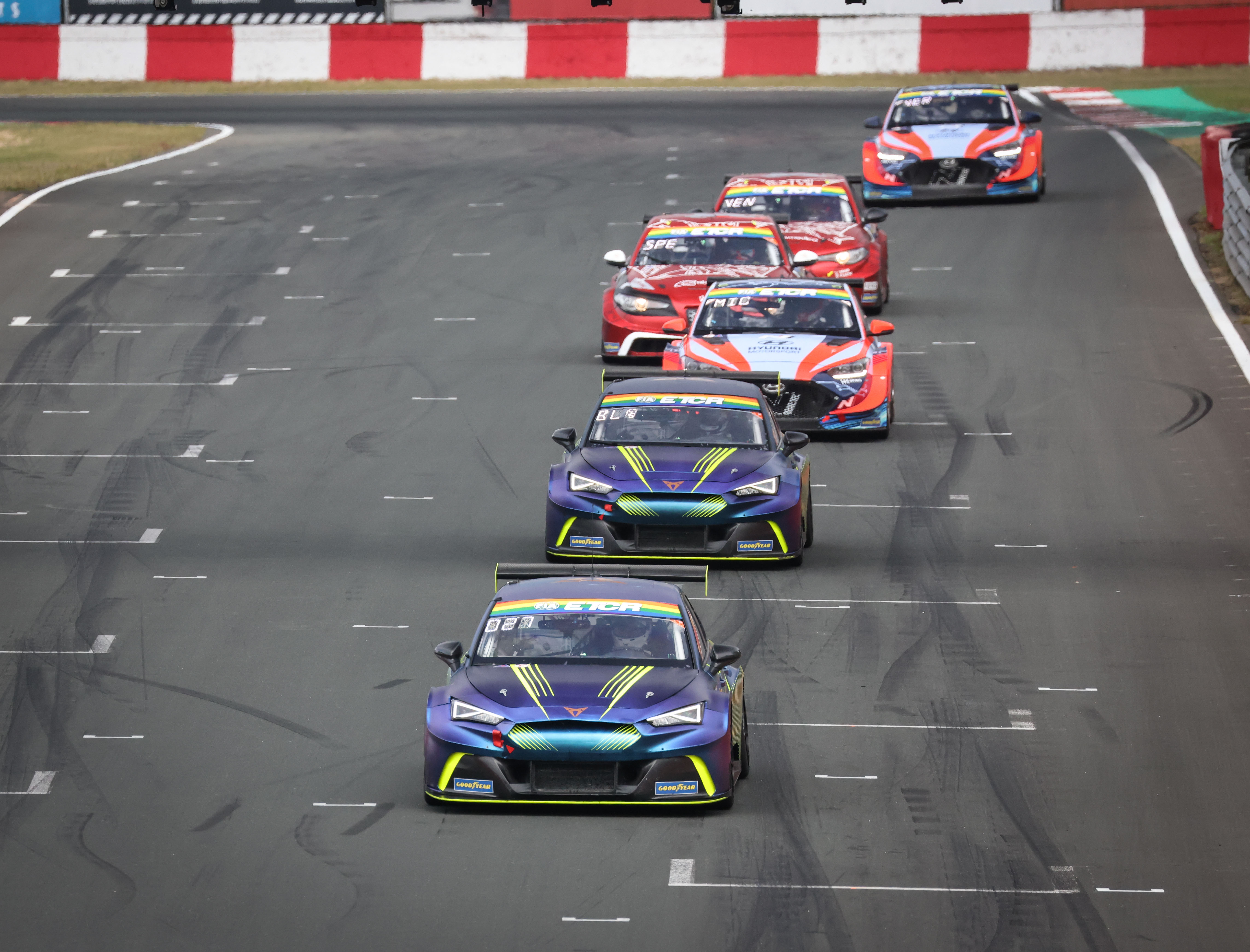
Competición FIA ETCR de automóviles eléctricos

Una de las causas del problema del medio ambiente  es por las grandes cantidades de dióxido de carbono que contribuyen al calentamiento global. Por eso en los años 2000, en el automovilismo se ha comenzado de poco a utilizar motores o combustible más favorable para el medio ambiente de la Tierra.
En 2006, un sport prototipo, Audi R10, se convierte en el primer prototipo con motor diésel. Un año más tarde, Peugeot construye el Peugeot 908 HDI FAP diésel. El R10 TDI tiene el honor es el primer automóvil con motor diésel que gana las 24 Horas de Le Mans, victoria conseguida las ediciones 2006, 2007 y 2008; también logró los títulos de pilotos de la American Le Mans Series en 2006, 2007 y 2008. Sus sucesores, el Audi R15 TDI y el Audi R18, también equipados con motor diésel, lograron victorias en Le Mans. En tanto que el Peugeot 908 HDI FAP ganó las 24 Horas de Le Mans 2009, y los títulos de equipos y marcas de la Copa Intercontinental Le Mans en 2010. El sucesor de dicho automóvil, el Peugeot 908 también ganó los títulos de marcas y equipos en Copa Intercontinental Le Mans del 2011.
La categoría reina del automovilismo de turismo en los Estados Unidos, la NASCAR, también optó por un plan de modernización de 2 etapas para la transición a los combustibles limpios,anunciando la implementación de la inyección de combustible esto para abonar el terreno para el plan de utilizar Etanol en una mezcla denominada E15 Provista por Sunoco Fuels,si bien la cantidad es simbólica es un plan a largo plazo para hacer sostenible ambientalmente la categoría (aunque tiene sus detractores algunos pilotos notan un desempeño más uniforme) similar caso pasa con la IndyCar donde progresivamente desde 2005 se han hecho proyectos que ahora resultan en la implementación del etanol en competencias (Un hecho significativo que marco el uso del etanol fue que el fallecido piloto Paul Dana, fue auspiciado por marcas productoras del mismo combustible y que Paul también simpatizaba con ver un automovilismo más sostenible, simpatizando el mismo con las ideas del plan pues el Objetivo era lograr que el etanol llegara al circuito pero también a la dura prueba de las 500 millas de Indianápolis cosa que si se consiguió) desde entonces también la IndyCar ocupa el etanol como combustible de competencia. Así en 2007 la IndyCar Series emplea el uso 100% de combustible de etanol en todos sus coches. 
Otras categorías estadounidenses como la SCCA así como también de resistencia continúan investigando como poder implementar a corto plazo los combustibles renovables, las hibridaciones o el conseguir la potencia eléctrica. el objetivo como ya se mencionó es impactar con menor escala el medio ambiente a comparación de hoy en día.
Mientras tanto en los circuitos del gran circo aproximadamente dos años más tarde, se implementó en la Fórmula 1 el KERS, un dispositivo que permite reducir la velocidad de un vehículo transformando parte de su energía cinética en energía eléctrica(el objetivo es conseguir un almacenamiento de la misma para poder asistir al motor en rebases y técnicas de adelantamiento)de igual forma estos avances llegaron al terreno de los vehículos de calle como una forma de compensar energía o ahorrar combustible. 
En septiembre de 2014, se inició la Fórmula E, una categoría de monoplazas con motores eléctricos. La categoría cuenta con gran notoriedad en el deporte motor, incluyendo pilotos que pasaron por la Fórmula 1 y diversas automotrices con sus respectivos equipos. Entre 2018 y 2020, acompañó a la Fórmula E la Jaguar I-Pace eTrophy, un campeonato monomarca que utilizaba el coche eléctrico Jaguar I-Pace.
En 2021 se estrenó el Extreme E, una categoría de rally raid de coches todoterreno eléctricos que compite en lugares remotos del mundo que fueron afectados por el cambio climático, en un intento de generar conciencia sobre esa problemática.
Además, se encuentra activa la Mission H24, que busca hacer debutar en las 24 Horas de Le Mans de 2024 un vehículo de hidrógeno.